# Jesse Stone: Alte Wunden
Jesse Stone: Alte Wunden ist die vierte Episode der bislang neunteiligen Fernsehfilmreihe Jesse Stone.

## Handlung (Zusammenfassung)
Luther Simpson liegt im Krankenhaus weiterhin im Koma, und Rose Gammon, die Vorgängerin von Molly Crane, vertritt diese während ihrer Schwangerschaft als Polizeibeamtin. Jesse Stone und sein kleines Team sind hauptsächlich mit dem Austeilen von Strafzetteln beschäftigt, bis Jesse auf Anraten seines Psychiaters einen alten Fall angeht, der bislang nicht gelöst werden konnte. Rose und er beschäftigen sich mit einem ungelösten Mord von 1992 und müssen feststellen, dass Jesses Vorgänger äußerst schlampig vorgegangen ist und wichtige Aspekte einer polizeilichen Ermittlung ganz fehlen. Als sie erneut an der Stelle graben, an der das Mordopfer, Rebecca Lewis, verscharrt worden war, finden sie Kleidungsreste von ihr, welche zu ihrer Schwester Leann führen, die außerhalb von Paradise ihre Mutter nach deren Schlaganfall betreut.
Wie sich herausstellt, waren bei einem Banküberfall mit Schusswaffengebrauch und Geiselnahme auf die Bank von „Hasty“ Hathaway nicht nur 24.000 Dollar erbeutet worden, sondern weit mehr – zwei Millionen Dollar „Mafiageld“, wie Hasty nach zwei Besuchen Jesses im Gefängnis zugibt. Dessen vermeintlicher „Besitzer“ Gino Fish, den Jesse Stone erstmals trifft, gibt sich infolgedessen bedeckt und beauftragt einen erst kurz zuvor aus dem Gefängnis entlassenen Gangster, Jesse zu beschatten, um das Geld wieder zu beschaffen. Luther, inzwischen wieder aus dem Koma erwacht, hat zwar leichte Gedächtnisstörungen, versieht unterdessen aber wieder leichten Innendienst. Er entdeckt wie sein Vorgesetzter seine „Bullen-Intuition“ und findet den entscheidenden Hinweis zur Lösung des Falls. Jesse kann den Bankraub aufklären. Hierbei wird offenbar, dass in Wirklichkeit Leann erschossen worden ist und Rebecca ihre Rolle eingenommen hat. Dennoch nimmt Stone sie nicht fest, da sonst das restliche Geld konfisziert würde und somit die Mutter ohne Versorgung wäre. Jesse erzählt Fish bei einem weiteren Treffen vom Verbleib des Geldes, nennt allerdings keine Namen. Fish jedoch glaubt Stone nicht und mutmaßt, dass dieser nicht wisse, was wirklich mit dem Geld geschehen sei. Stone stimmt zu, womit sich Fish zufriedengibt.
Bevor es dazu kommt, wird wieder eine Vergewaltigung angezeigt. Gerade volljährig geworden, wurde Cathleen von Harrison Pendleton auf dessen Yacht „verführt“; zwar, wie sich herausstellt, nicht gegen ihren Willen, aber, wie ein Jesse gegenüber von Pendletons aktueller Gespielin Sybil Martin erwähntes Video beweist, in entwürdigender Weise. Rose und Jesse geben Pendleton deutlich zu verstehen, dass er Paradise innerhalb eines Tages zu verlassen habe. Wie bereits zuvor, möchte der Stadtrat kein Aufhebens wegen dieses „Bagatellfalls“ verursacht sehen, wieder einmal, weil dies Paradise als Urlaubsziel, insbesondere während der aktuellen Herbst-Regatta, gefährden könnte.
In der Nebenhandlung ist Luther weiterhin im Koma und wird von seinen Kollegen im Krankenhaus besucht. Jesse erzählt dem Komapatienten von tatsächlichen und fiktiven Fällen, darunter eine Anekdote von einem Komapatienten in Australien, der nach 20 Jahren Koma aufwachte und einen Cappuccino bestellte. Eines Tages setzt Luther sich unvermittelt auf und erschreckt eine Krankenschwester mit seinem Wunsch nach einem Cappuccino schier zu Tode. Das Verhältnis zwischen dem Polizeichef und seinem Senior-Officer verschlechtert sich zusehends, und D’Angelo schwärzt seinen Vorgesetzten beim Stadtrat an. Stones Exfrau Jenn hat einen Liebhaber und möchte auf Distanz gehen, was in Jesse Eifersucht auslöst. Zudem wird er von Leann/Rebecca um ein Date gebeten und willigt ein.
Nach einem erneuten Rückfall in seine Alkoholsucht kontaktiert er nochmals Dr. Dix, um über seine Alkoholprobleme zu reden: Dr. Dix ist selbst Alkoholiker und ehemaliger Polizist, aber Jesse nutzt die Therapie hauptsächlich für kriminalistische Hinweise, nachdem klar wird, dass er trinkt, wenn der unterforderte Polizeichef sich bei Routinearbeit langweilt und keinen Fall hat, der seiner vollen Aufmerksamkeit bedarf. Eine ältere Dame spricht Stone auf sein Alkoholproblem an, das in der kleinen Stadt Paradise bekannt ist, und gibt ihm den Tipp, Musik von Brahms zu hören, wenn er Probleme habe.
Der Bruder des von Hasty erschossenen Joe Genest arbeitet für Gino Fish, und Jesse wird von Captain Healy auf dessen Gefährlichkeit hingewiesen. Obwohl Gino Fish ihn abzieht, macht Genest auf eigene Rechnung weiter: Terence möchte den Tod seines Bruders rächen, wird jedoch beim Versuch, Jesse in seinem Haus zu töten, von diesem erschossen.

## Ausstrahlung
Die Original-Erstausstrahlung des Fernsehfilms erfolgte im Mai 2007 auf dem amerikanischen Fernsehsender CBS. Im deutschsprachigen Fernsehen war der Film erstmals 2009 zu sehen, letztmals am 18. April 2015 beim ZDF. Bei den Wiederholungen auf verschiedenen deutschsprachigen Fernsehsendern wird Alte Wunden üblicherweise als chronologisch vierter Film der Reihe ausgestrahlt.

## Hintergrund
Die Handlung ist zwischen Totgeschwiegen und Dünnes Eis angesiedelt. Molly Crane wird Mutter und ist beurlaubt, hält aber telefonischen Kontakt und kümmert sich um Jesse Stone, als seine Alkoholprobleme wieder zunehmen. Luther Simpson erwacht aus dem Koma, kurz bevor der Stadtrat Jesse Stone zu einer Neubesetzung drängen kann, und versieht vorerst leichten Innendienst. Captain Healy, Dr. Perkins, Hastings Hathaway und D’Angelo haben in dieser Folge nur eine Nebenrolle, aber Rose Gammon als Mollys Nachfolgerin tritt erstmals in Erscheinung.
Nach seiner Scheidung und seiner Entlassung wegen Trunkenheit im Dienst beim Morddezernat des Los Angeles Police Departments findet Jesse Stone seine für ihn letzte Anstellung als Polizeichef in Paradise, Massachusetts, einem kleinen und scheinbar ruhigen Hafenstädtchen in Neuengland, unweit von Boston. Trotz seiner Alkoholprobleme wird er vom Stadtrat zum neuen Polizeichef (Chief) ernannt. Allerdings stellt sich schnell heraus, dass das Leben in Paradise keineswegs so himmlisch und gewaltfrei ist, wie Jesse Stone gehofft hat; zudem wurde die Mehrheit des Stadtrats vom „Geschäftsmann“ und ehemaligen Bankier Hastings „Hasty“ Hathaway zu Stones Wahl überredet, weil Hathaway hoffte, mit dem Alkoholiker Stone einen für ihn ungefährlichen, da kontrollierbaren Polizeichef zu haben. Jesse Stone ist Vorgesetzter eines kleinen Teams: Molly Crane, später Rose Gammon und Luther „Suitcase“ Simpson, die schnell ihr Misstrauen gegen den vermeintlich sturen, aber jovialen Alkoholiker überwinden und Freunde werden, sowie Anthony D’Angelo, der damit gerechnet hatte, selbst zum Polizeichef ernannt zu werden.
Der Stadtrat versucht, sich immer wieder in die Arbeit seines neuen Polizeichefs einzumischen, sodass das Verhältnis von Anfang an sehr angespannt ist und sich erst mit der achten Folge der Fernsehfilmreihe verbessert. Captain Healy, der Leiter des Morddezernats des Staates Massachusetts, wird ein Freund des Polizeichefs, ebenso Dr. Dix, Psychiater und ehemaliger Polizist mit Alkoholproblemen. Der Kinderarzt Dr. Perkins wird von Jesse Stone zum örtlichen Gerichtsmediziner ernannt. Weitere wiederkehrende und in die Handlungsstränge integrierte Charakter sind Jesse Stones Exfrau Jenn, mit der er telefonisch in Kontakt geblieben ist, der zwielichtige Geschäftsmann Gino Fish und Schwester Mary John, eine Nonne, die sich für junge Frauen engagiert und eine Liste mit guten und schlechten Menschen führt.
Die Handlung der neun zwischen 2005 und 2015 realisierten Spielfilme folgt teilweise nur sehr lose den Romanen von Robert B. Parker. Am 18. Oktober 2015 wurde Jesse Stone: Lost in Paradise in den USA erstausgestrahlt.

## Rezeption
„Düsterer Krimi mit bösem Witz, klasse!“

„"Alte Wunden" setzt die Reihe mit dem melancholischen Kleinstadt-Polizeichef Jesse Stone fort, den Tom Selleck in gewohnt verschmitzter Weise verkörpert“

## Produktion
Produziert vom amerikanischen Fernsehsender CBS, wurde Sea Change an Drehorten in Halifax im kanadischen Nova Scotia realisiert.